# هیکی هاویستو
هیکی هاویستو (فنلاندی: Heikki Haavisto; ۲۰ اوت ۱۹۳۵ – ۲۲ ژوئیهٔ ۲۰۲۲) سیاستمدار اهل فنلاند بود. وی از ۵ مه ۱۹۹۳ تا ۳ فوریه ۱۹۹۵ وزیر امور خارجه این کشور بود.
هیکی هاویستو در ۲۲ ژوئیه ۲۰۲۲، بعد از یک دوره طولانی بیماری در سن ۸۶ سالگی درگذشت.